# Apokalypsa (film, 1979)
Apokalypsa (v originále Apocalypse Now) je americký kultovní válečný film režiséra Francise Forda Coppoly z roku 1979.
Ústředními postavami filmu jsou dva důstojníci speciálních služeb americké armády ve Vietnamu. Jeden z nich, kapitán Benjamin L. Willard (Martin Sheen) je vyslán do džungle, aby zlikvidoval jiného důstojníka, pravděpodobně duševně chorého plukovníka Waltera E. Kurtze (Marlon Brando). Film byl natočen dle scénáře Francise Forda Coppoly a Johna Miliuse. Scénář vychází z povídky Josepha Conrada Heart of Darkness (česky Srdce temnoty) a částečně také z filmové verze Conradova Lorda Jima a Herzogova filmu Aguirre, hněv boží.
Natáčení filmu se potýkalo s mnohými problémy, trvalo velmi dlouho, Martin Sheen v průběhu natáčení dostal infarkt, Marlon Brando se potýkal s nadváhou. Natáčení na Filipínách se také potýkalo s rozmary počasí, které zničilo mnoho drahých dekorací. Uvedení filmu bylo několikrát odloženo.